# Rivière Massawippi
Rivière Massawippi är ett vattendrag i Kanada.   Det ligger i provinsen Québec, i den sydöstra delen av landet, 300 km öster om huvudstaden Ottawa.
Runt Rivière Massawippi är det i huvudsak tätbebyggt. Runt Rivière Massawippi är det ganska tätbefolkat, med 248 invånare per kvadratkilometer.